# Jora de Mijloc
Jora de Mijloc è un comune della Moldavia situato nel distretto di Orhei di 4.052 abitanti al censimento del 2004

## Località
Il comune è formato dall'insieme delle seguenti località (popolazione 2004):
- Jora de Mijloc (1.378 abitanti)
- Jora de Jos (1.269 abitanti)
- Jora de Sus (903 abitanti)
- Lopatna (502 abitanti)